# Plectorhinchus punctatissimus
Plectorhinchus punctatissimus är en fiskart som först beskrevs av Playfair, 1868.  Plectorhinchus punctatissimus ingår i släktet Plectorhinchus och familjen Haemulidae. Inga underarter finns listade i Catalogue of Life.